# HD 65315
HD 65315，又名CD-40 3655，SAO 219169、HR 3107，是一颗恒星，视星等为6.78，位于銀經255.89，銀緯-6.26，其B1900.0坐标为赤經7h 52m 57.3s，赤緯-40° -6.26′ 9″。